# Лідер (фільм, 1984)
«Лідер» (рос. «Лидер») — радянський фільм, знятий Борисом Дуровим у 1984 році. Прем'єра відбулася у квітні 1985 року.

## Сюжет
У дев'ятому класі з'явився новенький. Замкнутий хлопець підпорядкував себе єдиній меті — розшифрувати таємничі письмена зниклого племені тольтеків. Не розказавши про свої дослідження нікому, крім вчителя зі своєї колишньої школи, герой прирікає себе на нерозуміння оточуючих.

## У ролях
- Олексій Волков —  Боря Шестаков
- Олександр Стриженов —  Олег Хохлов
- Катерина Токмань-Стриженова —  Таня Корнілова
- Валентина Карева —  Ніна Петрівна, вчителька математики, класний керівник
- Анатолій Опрітов —  Сан Санич Титов, вчитель літератури
- Любов Стриженова —  мати Бориса Шестакова
- Ольга Спіркіна —  сестра Борі Шестакова
- Володимир Ненашев — академік Вишняков

## Знімальна група
- Автор сценарію: Даль Орлов
- Режисер: Борис Дуров
- Оператор: Олександр Рибін
- Художник: Валерій Іванов
- Композитор: Євген Геворгян